# Geestelijke epiek
Geestelijke epiek is de verzamelnaam van verhalende teksten in de middeleeuwen die als doel hadden om de mensen aan te sporen om een christelijk leven te gaan leiden.